# Islev
Islev er en bydel i Storkøbenhavn beliggende i den nordlige del af Rødovre Kommune. Kommunen har 44.328 indbyggere  (2024).

## Historie
Islev var oprindelig en landsby, hvis jordtilliggende så nogenlunde svarede til det nuværende Islev Sogn. Af den landsby er der intet tilbage. Omkring 1575 blev hele landsbyen nemlig nedlagt. Den bestod af syv gårde, som muligvis har ligget omkring Islevbrovejs begyndelse ved Vestvolden.
Landsbyen hørte under kronen, og efter nedlæggelsen blev markerne udlagt til høslæt og græsning for kvæget på Københavns Slots Ladegård. Området blev indhegnet med et stengærde, og der blev opført et enkelt hus til en engfoged, som skulle holde opsyn med stedet. I de næste 200 år skete der stort set ingenting i Islev andet end at kvæget gik på græs og bønderne fra de omliggende landsbyer slog hø.
Efter nedlæggelsen af landsbyen skiftede Islev navn til Islevmark (undertiden også Islemark).
I slutningen af 1700-tallet blev Islevmark udstykket til gårde og husmandsbrug, og området blev gradvist bebygget igen. Først op i 1920'erne var bebyggelsen så "bymæssig", at området kunne få sit gamle navn, Islev igen.